# Tynktura (heraldyka)

Tynktura – heraldyczny wzór związany z barwą heraldyczną.
W heraldyce od XII wieku stosowano pięć kolorów: niebieski, czerwony, zielony, purpurowy i czarny oraz dwa metale: złoto i srebro. Tynkturami były również futra: gronostaje i popielice (lub wiewiórki).
Od końca średniowiecza dopuszczalne było umieszczanie w herbie barw naturalnych, czyli rzeczywistych kolorów przedmiotów ukazywanych jako godła. Niewielka liczba barw – ograniczona właściwie do podstawowych – wynikała z pierwotnej funkcji herbu. Rycerski znak identyfikacyjny musiał być dobrze czytelny w trudnych warunkach pola bitwy, z odpowiedniej odległości (reguła dwustu kroków). Z tego samego powodu nie stosowano w projektowaniu i opisie herbów półtonów, półcieni, barw zgaszonych oraz perspektywy. Półtony były stosowane od czasów gotyku dla uzyskania efektów trójwymiarowości malowanych herbów, był to jednak zabieg czysto artystyczny i zastosowanie w danym herbie kilku odcieni (np. czerwieni) odczytywano domyślnie jako jedną tynkturę czerwoną.
Od końca XVIII w. zaczęto stosować w heraldyce w różnych krajach barwy dodatkowe, niektóre pojawiły się nawet w oficjalnie zatwierdzonych przez urzędy heraldyczne herbach w XX i XXI w. Zastosowanie barw spoza klasycznego kanonu tynktur może wypływać z niedostatecznej wiedzy heraldycznej projektantów nowych herbów, jednak są one niekiedy zatwierdzane przez autorytety heraldyczne, zazwyczaj bardzo ściśle przestrzegające reguł i tradycji, jak np. Naczelny Herold Kanady i College of Arms.
Do nazywania tynktur w heraldyce europejskiej, zwłaszcza brytyjskiej i francuskiej, używa się języka starofrancuskiego.

## Dobór barw
Dobór barw stosowany w herbach – tak szlacheckich jak i np. miejskich – często wykazywał zależność od barw herbu dynastii i państwa: barwami dominującymi w heraldyce polskiej są więc czerwień i srebro, szwedzkiej – niebieski i złoto, niemieckiej zaś – złoto, czerń i czerwień.
Pierwotną – w czasach późniejszych nie tak rygorystycznie przestrzeganą – zasadą heraldyczną było niekładzenie barwy na barwę i metalu na metal (zasada alternacji).

## Szrafowanie
Systemem zastępowania barw heraldycznych znakami graficznymi (m.in. linie poziome, pionowe, ukośne, ich kombinacje) jest tzw. szrafowanie albo szrafirowanie (z niem. schraffieren, Schraffuren, ang. Hatching – kreskować, kreskowanie). Szrafunki (szrafirunki) odpowiadające barwom i metalom umożliwiały przedstawienie herbów w druku czarno–białym, gliptyce i rzeźbie. Zapełnianie pól tarczy herbowej w miedziorytach i drzeworytach kreskowaniem, stosowali sztycharze już od XVI w. W XVII w. heraldycy w różnych krajach podjęli próby ujęcia stosowanych wzorów w jednorodny system odzwierciedlania barw. Za twórcę jednego z pierwszych systemów szrafowania uważany jest przez część historyków niderlandzki sztycharz Jan Baptist Zangrius (zm. 1606). W XVII i XVIII w. funkcjonowało kilka systemów kodowania kolorów przy pomocy szrafowania. Od XIX w. zasadniczo wszędzie został przyjęty jednolity system wywodzący się z heraldyki francuskiej (Marcus Vulson de la Colombière) i włoskiej (Silvestre de Petrasancta). Niekiedy spotyka się drobne odstępstwa w przedstawianiu późnych kolorów heraldycznych.
Do celów notatek heraldycznych, zwłaszcza podczas heraldycznych wizytacji czynionych przez heroldów w terenie, stosowano inny system oznaczania barw i uproszczonego szkicowania herbów, zwany w języku angielskim tricking. Kolory oznaczano skrótami literowymi (np.: A – Argent, G – Gules, Az – Azure itd.), a powtórzone godła oznaczano kolejnymi cyframi. Istniały narodowe wariacje tego systemu, stosujące różne oznaczenia tynktur. Oznaczanie kolorów herbu skrótami literowymi stosowano także po upowszechnieniu systemu szrafowania w drukach, głównie przeznaczonych do ręcznego kolorowania. Przed wprowadzeniem szrafowania – później sporadycznie – stosowano oznaczanie tynktur przy pomocy symboli astrologicznych i alchemicznych, związanych z symboliką barw.

## Symbolika barw
W heraldyce zachodnioeuropejskiej z barwami herbu wiązano znaczenia symboliczne, do czego w Polsce najwyraźniej przywiązywano mniejsze znaczenie, o czym wydają się świadczyć odmiany tego samego herbu, polegające na swobodnej zmianie barw. Odczytywanie symboliczne barw herbów polskich jest właściwe współczesności – od XIX wieku. 

## Zestawienie tynktur
| Tynktura                            | Nazwa heraldyczna                    | Przykład i szrafowanie | Znaczenie                                    |
| Metale                              | Metale                               | Metale                 | Metale                                       |
| ----------------------------------- | ------------------------------------ | ---------------------- | -------------------------------------------- |
| Złoty                               | Or                                   |                        | Wiara, stałość, mądrość, chwała, doskonałość |
| Srebrny                             | Argent                               |                        | Czystość, prawda, rozsądek, niewinność       |
| Kolory podstawowe                   |                                      |                        |                                              |
| Niebieski (Modry/Błękitny)          | Azure                                |                        | Czystość, lojalność, wierność                |
| Czerwony                            | Gules                                |                        | Wspaniałomyślność, hart ducha, waleczność    |
| Purpurowy                           | Purpure                              |                        | Umiarkowanie                                 |
| Czarny                              | Sable                                |                        | Rozwaga, mądrość, stałość, surowość          |
| Zielony                             | ang. Vert, fr. Sinople               |                        | Miłość, przyjaźń, radość, obfitość, zdrowie  |
| Futra podstawowe                    |                                      |                        |                                              |
| Gronostaj                           | Hermine                              |                        |                                              |
| Popielice                           | Vair                                 |                        |                                              |
| Kolory brudne (plamy – ang. stains) |                                      |                        |                                              |
| Morwowy                             | ang. Murrey, fr. Mûre                |                        |                                              |
| Krwisty                             | Sanguine                             |                        |                                              |
| Brązowy                             | Tenné, tanné                         |                        |                                              |
| Jasnobłękitny (kolor nieba)         | Bleu celeste                         |                        |                                              |
| Kolory dodatkowe                    |                                      |                        |                                              |
| Pomarańczowy                        | Orangé                               |                        |                                              |
| Popielaty (kolor popiołu)           | Cendrée                              |                        |                                              |
| Cielisty (kolor skóry)              | Carnation                            |                        |                                              |
| Biały                               | White, Weiss                         |                        |                                              |
| Różowy                              | Rose                                 |                        |                                              |
| Futra dodatkowe i tkaniny           |                                      |                        |                                              |
| Łuska                               | ang. Scaly / Escaillé, fr. Papelonné |                        |                                              |
| Pióra                               | ang. Plumetty, fr. Plumeté           |                        |                                              |
| Skrawki czerwonego sukna            | Découpé                              |                        |                                              |
| Złoty haft                          | Paillé                               |                        |                                              |

## Okres renesansu
W okresie późnego średniowiecza i renesansu w Europie zachodniej, popularnym było blazonowanie w oparciu o „planety” (włączając w to Słońce i Księżyc) oraz kamienie szlachetne. Kolory „brudne” blazonowano używając nazw węzłów księżycowych. W tym też okresie zaczęto używać dodatkowych tynktur (np. cielistej i pomarańczowej).
| Tynktura | Planeta | Kamień  |
| -------- | ------- | ------- |
| Or       | Słońce  | Topaz   |
| Argent   | Księżyc | Perła   |
| Azure    | Jowisz  | Szafir  |
| Gules    | Mars    | Rubin   |
| Purpure  | Merkury | Ametyst |
| Sable    | Saturn  | Diament |

| Tynktura                 | Węzeł księżycowy | Kamień  |
| ------------------------ | ---------------- | ------- |
| Tenné                    | Głowa smoka      | Hiacynt |
| Sanguine / Mûre (Murrey) | Ogon smoka       | Onyks   |